# Polityka bezpieczeństwa informacji
Polityka bezpieczeństwa informacji (PBI) – zbiór spójnych, precyzyjnych i zgodnych z obowiązującym prawem przepisów, reguł, procedur i zasad, według których dana organizacja zarządza i udostępnia swoje zasoby informacji.

## Istota PBI
Podstawą opracowania polityki bezpieczeństwa informacji dla danej organizacji jest zdefiniowanie rozumienia polityki bezpieczeństwa informacji z punktu widzenia priorytetowych interesów tej organizacji.
W tej definicji istotne jest określenie, jakie zasoby informacyjne oraz jakie aktywa powinny podlegać ochronie i jakie mają one znaczenie dla organizacji. Innymi bowiem zabezpieczeniami objęte zostaną zasoby, których utrata spowodować może krótkotrwałe zakłócenia w pracy organizacji, a innymi te, których utrata spowoduje utratę ciągłości biznesowej i załamanie się głównych procesów biznesowych lub odpowiedzialność karną.
PBI organizacji powinna zawierać ogólne zasady wytwarzania, przechowywania, przetwarzania i przesyłania informacji w kontekście zapewnienia jej bezpieczeństwa oraz organizację i zasady sprawnego zarządzania tym procesem.
Podstawą prawną opracowania PBI są obowiązujące ustawy oraz rozporządzenia dotyczące m.in.:
- ochrony informacji niejawnych,
- podstawowych wymagań bezpieczeństwa systemów i sieci teleinformatycznych,
- krajowego systemu cyberbezpieczeństwa,
- Krajowych Ram Interoperacyjności,
- ochrony danych osobowych,
- ochrony praw autorskich[2],
- normy ISO 27001[3],
- standardów krajowych i unijnych.

## Funkcje PBI
Polityka bezpieczeństwa informacji spełnia trzy podstawowe funkcje:
- informacyjną: dostarcza pracownikom organizacji komunikat, że jej władze przykładają wagę do kwestii bezpieczeństwa, co przekłada się na podniesienie ogólnego poziomu świadomości i skłania do odpowiedzialnego postępowania,
- prewencyjną: chroni organizację przed zagrożeniami wynikającymi z celowych działań intruzów, jak i przypadkowych, wynikających z niewiedzy bądź braku ostrożności działań jej pracowników oraz partnerów biznesowych i klientów niecelowych, wynikających z niewiedzy bądź braku ostrożności działań jej pracowników,
- dostosowawczą: zapewnia zgodność z przepisami prawa lub standardami, których celem jest ochrona informacji i infrastruktury służącej do ich przetwarzania.

## Opracowanie PBI
Polityka bezpieczeństwa informacji powinna odnosić się do wszystkich:
- informacji, które zostały sklasyfikowane jako wartościowe i wymagające ochrony,
- członków organizacji mających dostęp do tych informacji,
- systemów przetwarzających chronione informacje,
- miejsc, w których przetwarza się wspomniane informacje,
- partnerów biznesowych mających dostęp do chronionych informacji,
- klientów i sytuacje, gdy mają oni dostęp do informacji i przetwarzających je systemów, które podlegają ochronie[4].

Celem działań w zakresie ochrony i zapewnienia bezpieczeństwa informacji w danej instytucji jest osiągnięcie takiego poziomu organizacyjnego i technicznego, który:
- zagwarantuje zachowanie poufności informacji chronionych,
- zapewni integralność informacji chronionych i jawnych oraz dostępność do nich,
- zagwarantuje wymagany poziom bezpieczeństwa przetwarzanych informacji,
- maksymalnie ograniczy występowanie zagrożeń dla bezpieczeństwa informacji,
- zapewni poprawne i bezpieczne funkcjonowanie systemów przetwarzania informacji,
- zapewni gotowość do podejmowania działań w sytuacjach kryzysowych[2].

PBI powinna uwzględniać i być dopasowana do:
- specyfiki funkcjonowania organizacji,
- procesów zachodzących w tej organizacji,
- charakteru organizacji oraz,
- struktury organizacyjnej[2].

W trakcie opracowywania PBI należy mieć na uwadze fakt, czy dana organizacja będzie w stanie ponieść koszty finansowe i organizacyjne wynikające z wdrożenia tej polityki w życie. Podwyższanie poziomu bezpieczeństwa zazwyczaj odbywa się kosztem wygody, produktywności i efektywności działania. Konieczne jest zapewnienie warunków przestrzegania i respektowania zasad PBI.

## Struktura dokumentu PBI
W dokumentach normatywnych związanych z zagadnieniem polityki bezpieczeństwa informacji nie wskazano konkretnego układu, czy też konkretnych treści, które polityka bezpieczeństwa informacji instytucji ma zawierać. W obowiązującej normie krajowej przedstawiono jedynie minimum zawartości dokumentu, zgodnie z którym PBI musi zawierać:
- definicję bezpieczeństwa informacji, jego cele i zakres oraz znaczenie bezpieczeństwa informacji jako mechanizmu współużytkowania informacji,
- oświadczenie o intencji kierownictwa instytucji, potwierdzające cele i zasady bezpieczeństwa informacji w instytucji,
- krótkie wyjaśnienie PBI, zasad, standardów i wymagań dotyczących zgodności, mających szczególne znaczenie dla instytucji,
- definicje ogólnych i szczegółowych obowiązków w zakresie zarządzania bezpieczeństwem informacji, w tym zgłaszania przypadków naruszenia bezpieczeństwa,
- odsyłacze do dokumentacji, stanowiące uzupełnienie PBI[2].

Dokument PBI powinien być kompletny i w pełni zrozumiały oraz dostępny dla każdego pracownika danej instytucji oraz osób korzystających z jej informatycznych zasobów. Zapis ten powinien również dotyczyć partnerów biznesowych, jeśli również partycypują w korzystaniu z zasobów informatycznych tej instytucji.
Dokument PBI nie może być ona dokumentem zamkniętym, gdyż powinien być ciągle uaktualniany, modyfikowany i dostosowywany do zmieniających się potrzeb danej organizacji.
Dokument PBI stanowi podłoże do tworzenia innych dokumentów, zawierających specyficzne i szczegółowe wymagania dla konkretnych grup informacji, a także określających warunki, jakie muszą spełniać systemy informatyczne i papierowe je przetwarzające, z uwzględnieniem aspektów prawnych ochrony informacji i systemów informatycznych.

## Korzyści z wdrożenia PBI
Pierwszą kategorią korzyści płynących z wdrożenia w organizacji polityki bezpieczeństwa informacji jest:
- minimalizacja strat z powodu naruszenia bezpieczeństwa przetwarzanych informacji,
- minimalizacja ryzyka wystąpienia zdarzeń związanych z naruszeniem bezpieczeństwa informacji,
- minimalizacja ryzyka naruszenia ochrony danych osobowych, w tym kar wynikających z przepisów RODO,
- przygotowanie organizacji na potencjalne wystąpienie incydentów związanych z bezpieczeństwem informacji,
- opracowanie scenariuszy działań na wypadek naruszeń bezpieczeństwa[6]

Drugą kategorią korzyści jest:
- podniesienie wiarygodności organizacji w oczach klientów, inwestorów i udziałowców,
- zwiększenie przewagi konkurencyjnej na rynku poprzez kreowanie pozytywnego wizerunku jako firmy dbającej o ochronę praw i interesów partnerów biznesowych i klientów[6].